# Zentralkommission für Sport und Körperpflege
Die Zentralkommission für Sport und Körperpflege war ein Dachverband des Arbeitersports in Deutschland. Sie wurde am 17. November 1912 gegründet. Als Zweck wurde die „systematische Agitation gegen die bürgerlichen gleichartigen Verbände“ bezeichnet. Ab 1921 strebte die Zentralkommission den organisatorischen Zusammenschluss zu einem Einheitsverband an. Jedoch traten ihr bis zum Ende der Weimarer Republik nicht alle Arbeitersportverbände bei. Um ihrem Ziel Ausdruck zu verleihen, benannte sie sich dennoch am 14. Dezember 1922 um in Zentralkommission für Arbeitersport und Körperpflege.
Ab 18. Oktober 1921 gab die Kommission wöchentlich die Deutsche Arbeitersportzeitung heraus, die ab 15. Januar 1928 unter dem Namen Sportpolitische Rundschau als Zeitschrift monatlich erschien.
Am 12. Mai 1933 löste sich die Zentralkommission nach wachsendem Druck der Nationalsozialistischen Regierung selbst auf.
Wichtigster Funktionär war Fritz Wildung, Geschäftsführer während der gesamten Zeit des Bestehens sowie Schriftleiter der Sportpolitischen Rundschau. 

## Angeschlossene Verbände
1931 gehörten der Zentralkommission elf Verbände mit über 17.000 Vereinen und 1,3 Millionen Mitgliedern an:
| Name                                 | Vereine | Mitglieder |
| ------------------------------------ | ------- | ---------- |
| Arbeiter-Turn- und Sportbund         | 6.886   | 738.048    |
| Arbeiter-Radfahrerbund „Solidarität“ | 4.951   | 320.000    |
| Touristenverein „Die Naturfreunde“   | 1.010   | 87.575     |
| Arbeiter-Athletenbund Deutschlands   | 1.206   | 63.316     |
| Arbeiter-Samariterbund               | 1.209   | 42.757     |
| Verband „Volksgesundheit“            | 112     | 15.393     |
| Deutscher Arbeiter-Schachbund        | 460     | 12.850     |
| Arbeiter-Keglerbund                  | 835     | 8.216      |
| Arbeiter-Anglerbund                  | 142     | 6.500      |
| Deutscher Arbeiterschützenbund       | 412     | 5.579      |
| Freier Segler-Verband                | 37      | 2.100      |
| Gesamt                               | 17.260  | 1.302.334  |